# Süttő
Süttő (németül Schitte vagy Schüttern) község Komárom-Esztergom vármegyében, az Esztergomi járásban.

## Fekvése
A vármegye északi részén, a Gerecse északi nyúlványai mellett fekszik, az itt határfolyóként húzódó Duna mentén.
Keleti szomszédja a 4 kilométerre fekvő Lábatlan, a nyugati pedig a 6 kilométerre lévő Neszmély, de déli irányban messze kiterjedt külterületei révén határos még az amúgy 9 kilométerre keletre elhelyezkedő Nyergesújfaluval, valamint a több mint 10 kilométerre délre fekvő Héreggel és Tardossal is.
Északnyugati és északkeleti szomszédai – Dunamocs (Moča) és Karva (Kravany nad Dunajom) – már a folyó túlsó, szlovákiai partján helyezkednek el.
A legközelebbi nagyobb városok Tata 20 kilométerre délnyugatra, illetve Komárom, 26 kilométerre nyugatra.

### Megközelítése
Legfontosabb közúti megközelítési útvonala a 10-es főút, aely végighúzódik a területén kelet-nyugati irányban, és itt ágazik ki belőle Tardos és Vértestolna felé az 1127-es út.
A hazai vasútvonalak közül a Esztergom–Almásfüzitő-vasútvonal érinti, melynek két megállási pontja van a határai között: a belterület keleti szélén Süttő vasútállomás, a nyugati határszélen pedig Süttő felső megállóhely.

## Nevének eredete
Nevét az itt a Dunába ömlő patakról kapta, ugyanis a régi magyar nyelvben a kisebb vízfolyásokat, patakokat és ereket sédnek nevezték: a séd torkolata, azaz séd-tő szókapcsolatból alakult ki a Süttő név. (A vízfolyás neve korábban Bikol-séd volt, ma Bikol-patak.)

## Közélete

### Polgármesterei
- 1990–1994: Ifj. Szakmáry László (független)[3]
- 1994–1998: Áprily László (független)[4]
- 1998–2002: Nagy Endre (független)[5]
- 2002–2006: Nagy Endre (független)[6]
- 2006–2010: Czermann János (független)[7]
- 2010–2014: Czermann János (független)[8]
- 2014–2019: Czermann János (független)[9]
- 2019–2024: Czermann János (független)[10]
- 2024– : Nothartné Viszked Georgina (független)[1]

## Története
Süttő és környéke ősidők óta lakott hely. Területén kora kőkori, bronzkori és vaskori leleteket, kora vaskori halomsírokat (tumulusokat) tártak fel.
Az oklevelek először 1295-ben említették, nevét ekkor Sedthw (Sédtő), 1335-ben Sed (tu) alakban írták. Ekkor a Szák nemzetség-beli Süttői András és fiai a Békés vármegye Murony birtokosai voltak; közülük János 1335-ben királyi ember volt Barancsföldén (Komárom vármegye). Károly Róbert király elveszett oklevele szerint András fia János Süttőt a Csór nemzetség-beli Péter fia Tamásnak adta zálogba, majd Tamás megszerezvén, határait megjáratta.
A török uralom alatt is lakott hely maradt, de kevés lakosa miatt Süttőt is újratelepítették.
A lakosság egyik érdekes, régi foglalkozása a kőfaragás és a kőfejtés volt: itt fejtették a híres süttői díszítőkövet. A süttői bányákat a 18. század vége óta egy ideig olasz kőfaragók (marmorari) bérelték. A lakosságnak a kőfejtésen, kőfaragáson kívül további munkát adott még a Nagy-Gerecséig lenyúló határ hatalmas erdőinek művelése is.
A süttő környéki szőlők bora a neszmélyihez hasonló minőségű. A szőlőkben még helyenként láthatók a régi bálványprések: ezek közül némelyik a 18. századból származik.
A süttői római katolikus egyházközség 1716-ban alakult, első plébánosa a német Wilhelm Welche volt. 1732-ben gróf Esterházy Imre bővíttette a kápolnát templommá, megépíttetve a harangtornyot is. Ezt a templomot állaga miatt 1778-ban lebontották, és helyére Batthyány József hercegprímás építtetett késő barokk templomot 1777–79 között. Berendezése is 18. századi. Ez áll ma is, bár 1944. december 22-én (angolszász) szövetséges gyújtóbombák felgyújtották és a tetőszerkezet leégett, sőt egy bombatalálattól a főoltár is felrobbant.
A településen csak római katolikus egyházközség van a mai napig is. A község közigazgatási területén két római katolikus temető volt, az egyik Süttő faluban, a másik a közeli Bikolpusztán. Bikolpuszta közigazgatásilag Süttőhöz tartozó mezőgazdasági övezet, egyfajta tanyavilág volt. Az ottani Reviczky-kúriát 1760-ban építették barokk ízlésben, majd a 19. században klasszicista stílusban átépítették.
A Vásártér 17. szám alatt áll az olasz Giacinto Jakab (Giacomo) kőfaragó háza a 19. század közepéről. Udvarán a barokk „Királykút” áll, amely a 18. században épült.

## Népessége
2008. január 1-jei adat szerint lakossága 2024 fő. A település a legnagyobb lakosságszámot éppen 1900-ban érte el, amikor 2231 főt számláltak. Az első világháborús időszak után, 1930-ra ez leesett 1504 főre.
A település népességének változása:
| Lakosok száma | 2061 | 2047 | 2023 | 2007 | 1956 | 1948 | 1986 |
|               | 2013 | 2014 | 2015 | 2021 | 2022 | 2023 | 2024 |

A 2011-es népszámlálás során a lakosok 82,6%-a magyarnak, 0,2% cigánynak, 2,8% németnek, 0,4% románnak, 0,2% szlováknak magát (17,4% nem nyilatkozott; a kettős identitások miatt a végösszeg nagyobb lehet 100%-nál). A vallási megoszlás a következő volt: római katolikus 49%, református 8,4%, evangélikus 0,6%, görögkatolikus 0,1%, felekezeten kívüli 9,9% (31,1% nem nyilatkozott).
2022-ben a lakosság 90,3%-a vallotta magát magyarnak, 2,5% németnek, 0,4% cigánynak, 0,3% ukránnak, 0,2% szlováknak, 0,1-0,1% szerbnek, bolgárnak, románnak és ruszinnak, 1,8% egyéb, nem hazai nemzetiségűnek (9,6% nem nyilatkozott; a kettős identitások miatt a végösszeg nagyobb lehet 100%-nál). Vallásuk szerint 34,3% volt római katolikus, 7,8% református, 0,7% evangélikus, 0,1% görög katolikus, 0,1% izraelita, 0,1% ortodox, 0,3% egyéb keresztény, 1,1% egyéb katolikus, 14,8% felekezeten kívüli (40,5% nem válaszolt).

## Nevezetességei

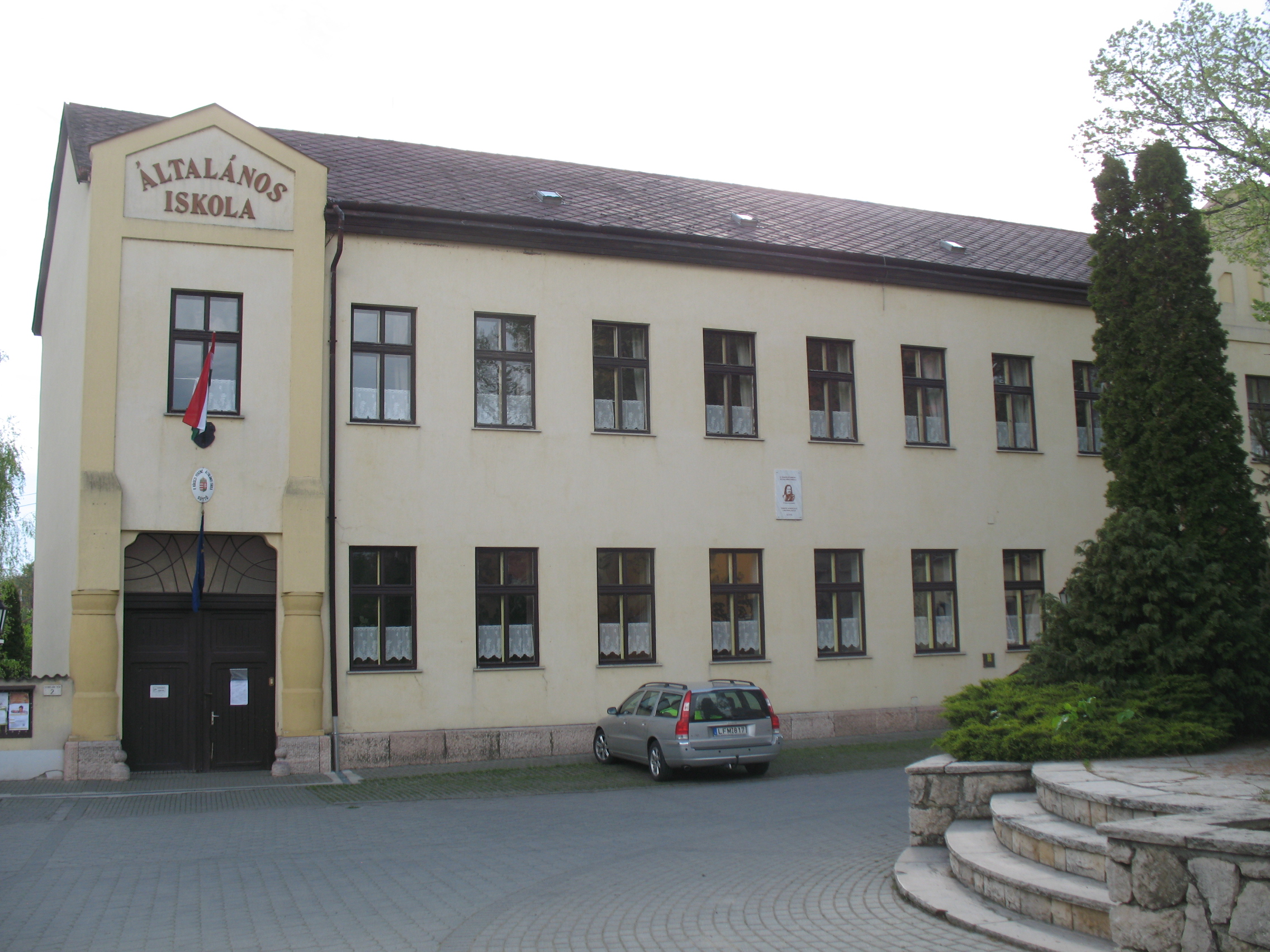
Az iskola
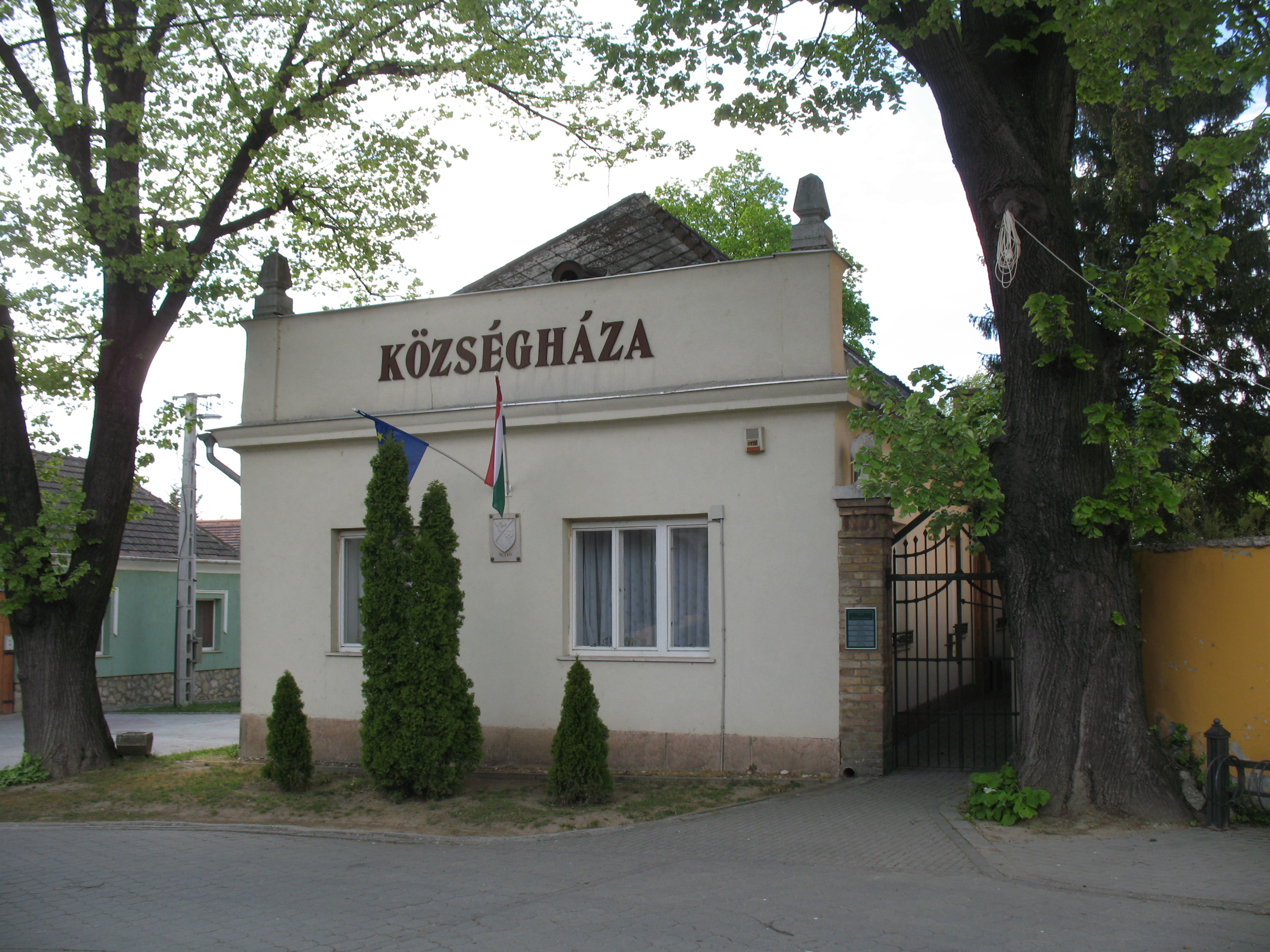
A községháza
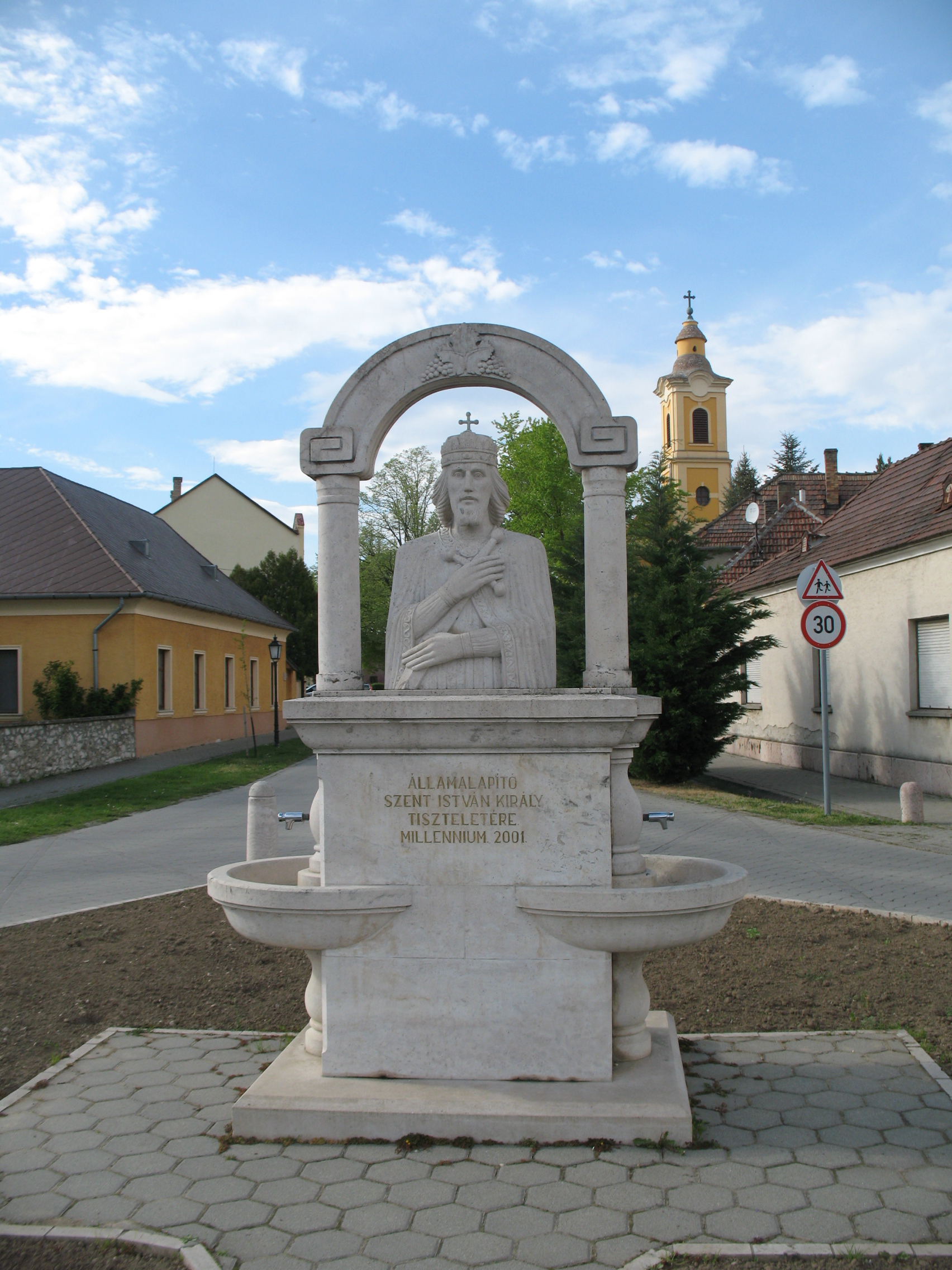
Szent István-szobor
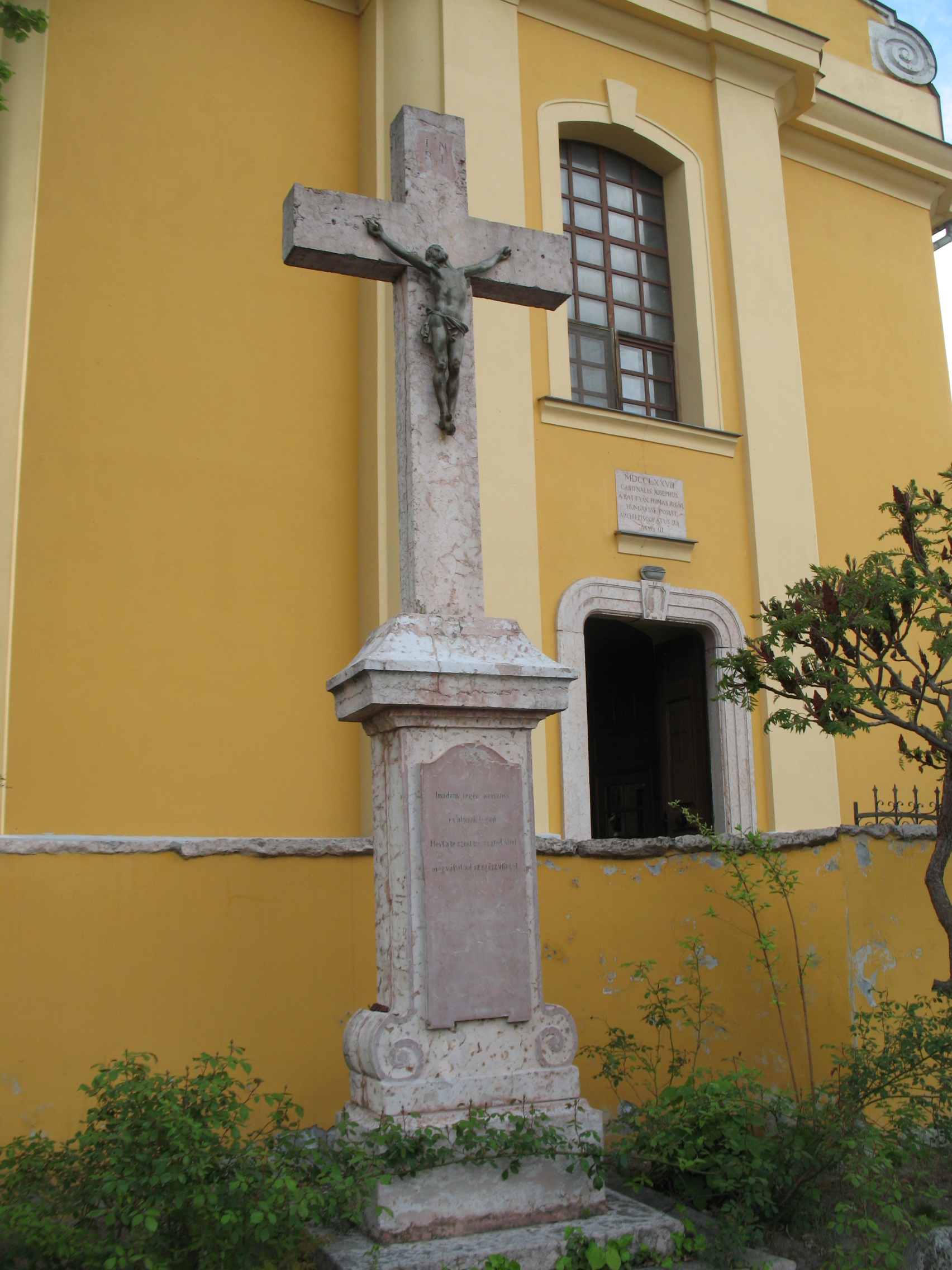
Kőkereszt a templomnál
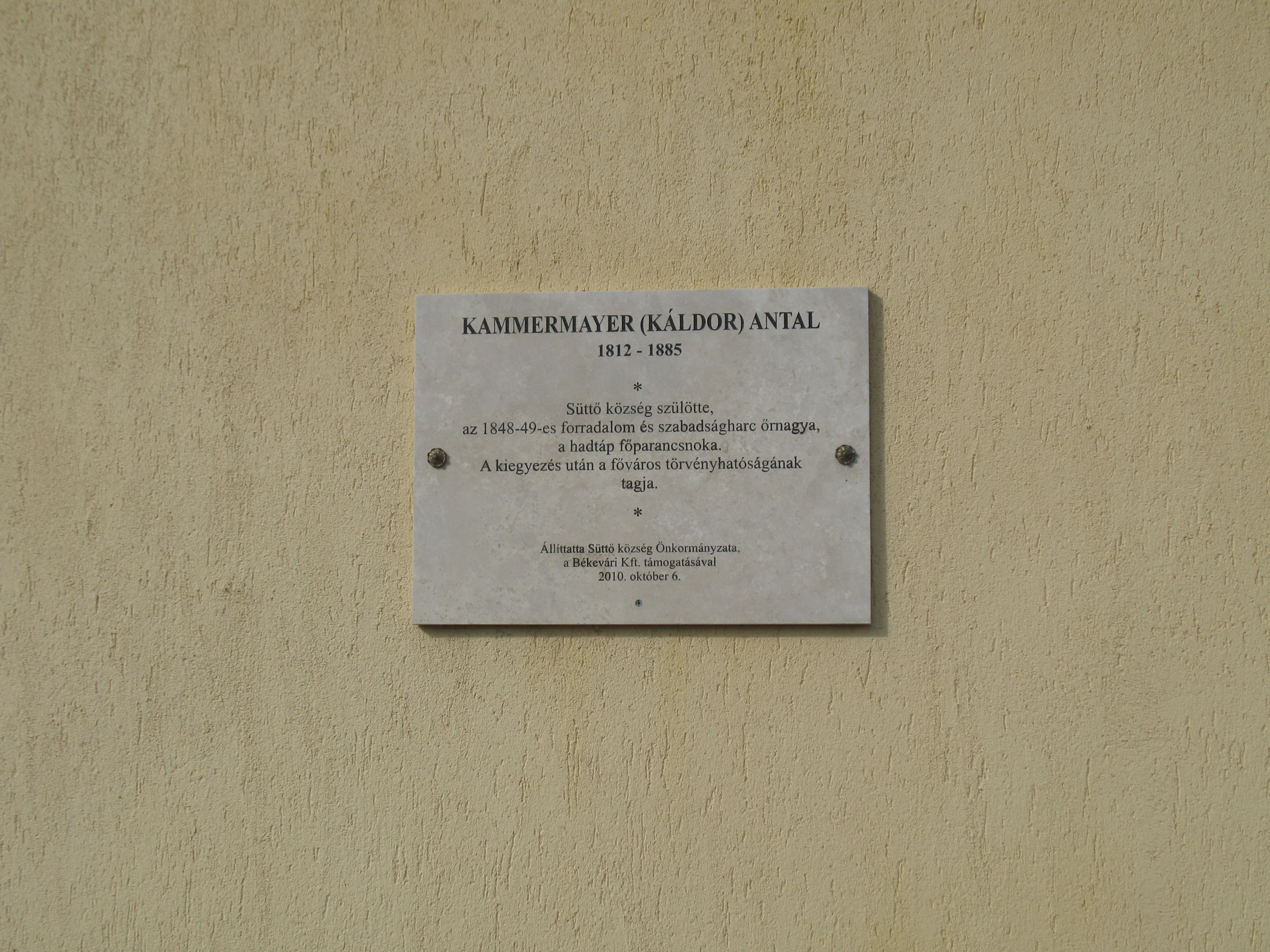
Káldor Antal emléktáblája
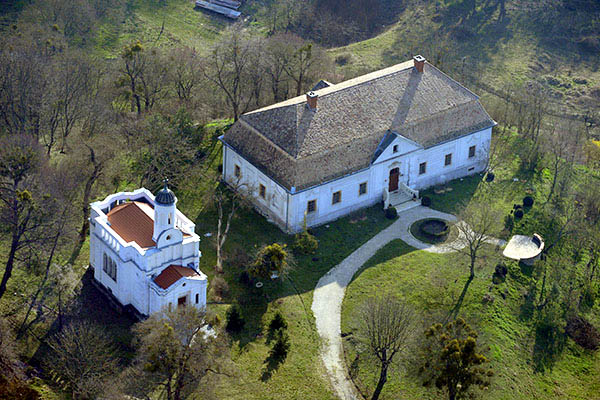
A bikolpusztai Reviczky-kastély

- Rákóczi-hárs (törzskerülete 7 m körüli)
- Süttői díszmészkő (nemzedékek óta helyi családok bányásszák és dolgozzák fel)
- Reviczky-kastély
- Demény-kúria

## Testvértelepülések
Dunamocs, Szlovákia

## További információ
- Süttő község honlapja
- Süttő az utazom.com honlapján